# فوردرشتدت
فوردرشتدت (به آلمانی: Förderstedt) یک منطقهٔ مسکونی در آلمان است که در اشتاسفورت واقع شده‌است. فوردرشتدت ۵٬۸۱۴ نفر جمعیت دارد.